# Хребетна артерія
Хребетна артерія (лат. Arteria vertebralis) — одна з найважливіших артерій шиї. В нормі хребетні артерії беруть початок від підключичних артерій . Кожна з парних хребетних артерій проходить вздовж шиї, а входячи в порожнину черепа, бере участь в утворенні основної артерії (лат. Arteria basillaris) . Будучи частиною вертебробазилярної судинної системи, хребетні артерії забезпечують кров'ю верхній відділ спинного мозку, стовбур мозку, мозочок та задню частину мозку .

## Будова
Хребетні артерії зазвичай беруть початок із задньоверхньої ділянки центральних підключичних артерій з обох сторін а потім заходять глибоко в поперечний відросток на рівні шостих шийних хребців (C6), або зрідка (у 7,5 % випадків) на рівні сьомих (С7). Далі вони проходять переважно, у поперечному отворі кожного шийного хребця . Після того, як вони пройшли через поперечний отвір першого шийного хребця (також відомого як атлант), хребетні артерії проходять через задню дугу С1 і через підпотиличний трикутник перед входом у великий отвір черепа (лат. foramen magnum) .
Неаполітанський лікар Нунзанте Іполіто визначив найкращий спосіб знаходження хребетної артерії: передній драбинчастий м'яз і довгий м'яз шиї утворюють кут, названий його іменем, в якому найлегше її визначити.
Усередині черепа дві хребетні артерії з'єднуються, утворюючи основну або базилярну артерію біля основи моста . Вона головна в кровопостачанні стовбура мозку. З'єднуючись із вілізієвим колом, вона допомагає сонним артеріям забезпечити решту мозку. На рівні кожного шийного сегменту хребетна артерія направляє м'язові гілки — передні спинномозкові артерії.

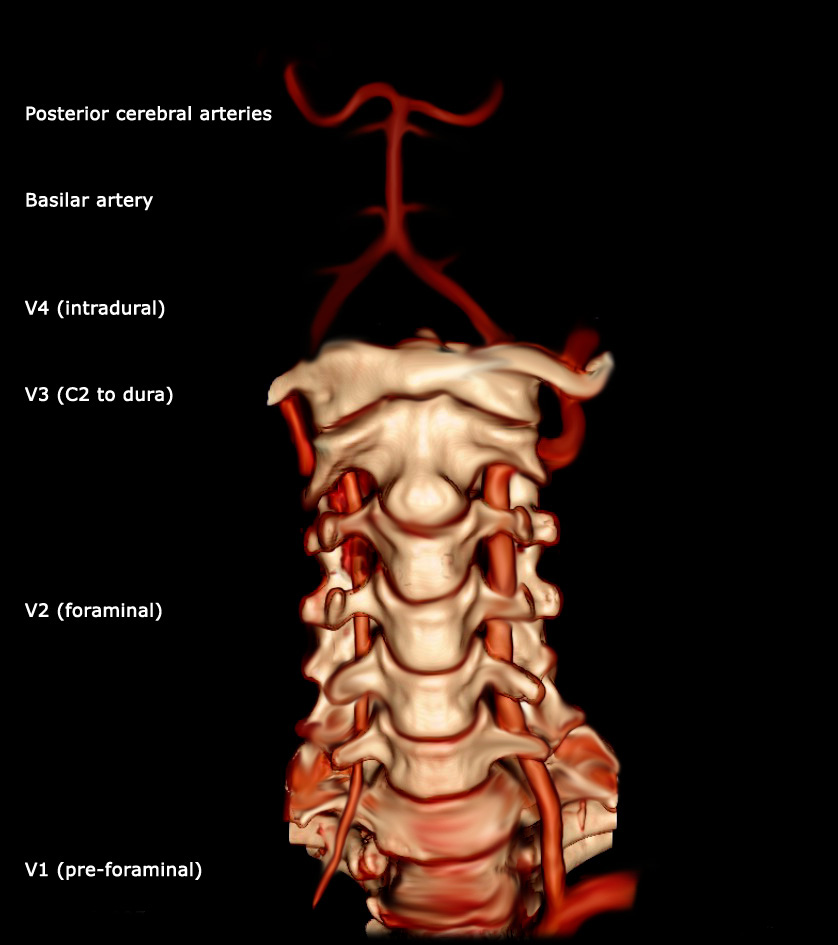
Сегменти

Хребетну артерію можна розділити на чотири частини:
- Перша (префорамінальна) частина проходить вгору і назад між довгим м'язом шиї (лат. musculus longus colli) і переднім драбинчастим м'язом (лат. m. scalenus anterior) . В цій ділянці попереду проходять внутрішні яремна й хребетна вени, також тут вона перетинається з нижньою щитоподібною артерією ; ліва хребетна артерія також уданому сегменті перетинається з грудною протокою . На цьому рівні позаду артерії розташовані поперечний відросток сьомого шийного хребця, симпатичний стовбур та нижній шийний ганглій
- Друга (форамінальна) частина проходить вгору через поперечний отвір хребців від С6 до С2, оточується гілками від нижнього шийного симпатичного ганглія та сплетенням вен, які об'єднуються, утворюючи хребтову вену в нижній частині шиї . В цій ділянці хребетна артерія розташована попереду стовбурів шийних нервів і проходить майже вертикально аж до поперечного відростку другого шийного хребця.
- Третя (екстрадуральна або атлантова) частина виходить із поперечного отвору C2 на медіальній стороні латерального прямого м'яза голови (лат. m. rectus capitis lateralis) . Далі він поділяється на вертикальну частину V3v, що проходить вертикально вгору, перетинаючи спинномозковий корінець С2 і потрапляючи в поперечний отвір (лат. foramen transversarium) С1, і горизонтальну частину V3h, який вигинається медіально позаду від переднього суглобового відростку атланту (С1), передньою гілкою першого шийного спинномозкового нерва проходячи медіально; далі артерія залягає в борозні на верхній поверхні задньої дуги атланта, попід задньою атланто-потиличною мембраною і прямує в хребетний канал. Ця частина артерії міститься в підпотиличному трикутнику — трикутному просторі, обмеженому великим заднім прямим м'язом голови (лат. m. rectus capitis posterior major), й косими м'язами — верхнім і нижнім (лат. m. obliquus superior; m. obliquus inferior) . Перший шийний або підпотиличний нерв лежить між хребтовою артерією та задньою дугою атланта.
- Четверта (інтрадуральна або внутрішньочерепна) частина проминає тверду мозкову оболону й спускається посередині до передньої частини довгастого мозку ; в цім сегменті вона розміщена між під'язиковим нервом і переднім корінцем першого шийного нерва та нижче першого розгалуження зубчастих зв'язок (лат. ligamenti denticulati) . На нижній межі мосту хребетні артерії з обох боків об'єднуються й утворюють базилярну артерію .

### Трикутник
Трикутник хребетної артерії, або трикутник Нунзанте Іполіто має такі межі:
- Медіальна межа переднього драбинчастого м'яза (латеральна сторона трикутника)
- Латеральна межа довгого м'яза шиї (медіальна сторона трикутника)
- Каротидний або сонний горбок (верхівка)
- Перша частина підключичної артерії (основа)

Сонний (каротидний) горбок відокремлює хребетну артерію, яка проходить безпосередньо за ним, від загальної сонної артерії, яка лежить безпосередньо перед ним. Ідеальним місцем пальпації сонного пульсу є м'яке притискання загальної сонної артерії до сонного горбка.

### Варіанти розвитку
В ході та розмірах хребетних артерій трапляються варіації. Наприклад, різниця в розмірах між лівою та правою хребцевими артеріями може коливатися від незначної асиметрії до вираженої гіпоплазії однієї сторони, при цьому дослідження оцінюють поширеність однобічної гіпоплазії хребетної артерії від 2 % до 25 %.
У 3-15 % населення існує кістковий місточок в ділянці задньої дуги С1, який охоплює борозну хребетної артерії на хребці С1 та утворює дугоподібний отвір. Таке відхилення називається аномалією Кімерлі. Ще одне досить рідкісне відхилення — входження хребетної артерії в субарахноїдальний простір замість атланто-потиличного рівня (С0-С1) з рівнів C1-C2 (3 %) або C2-C3 (повідомляється лише про три випадки).

## Функція
Як постачаючий компонент вертебробазилярної судинної системи, хребетні артерії забезпечують кров'ю верхній відділ спинного мозку, стовбур мозку, мозочок та задню частину мозку .

## Клінічне значення
Враховуючи ареал кровопостачання, інсульт у басейні хребетних артерій може призвести до випадіння або суттєвого порушення функцій даних відділів ЦНС. 

## Додаткові зображення

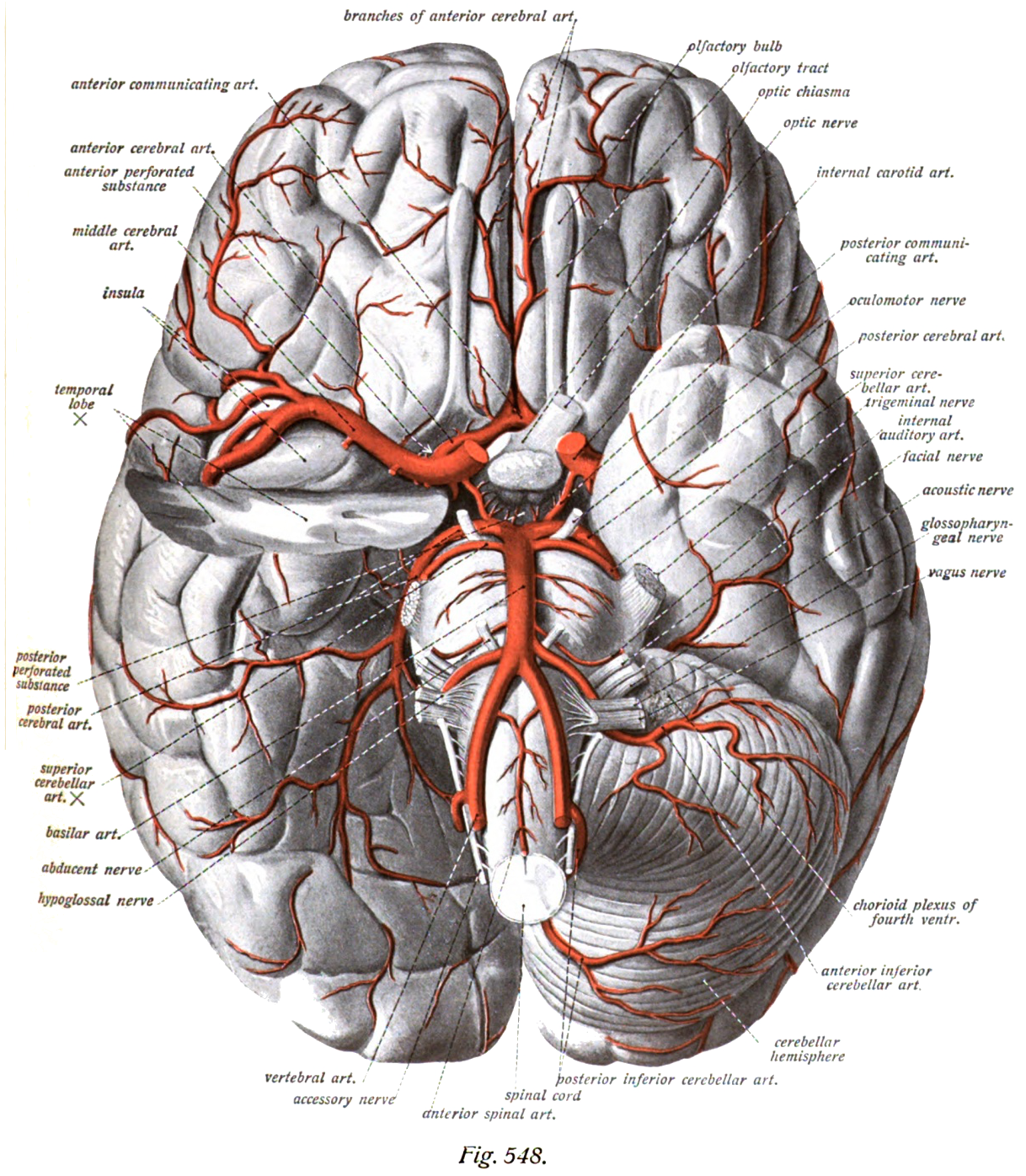
Артерії основи мозку.
Схема артеріального кровообігу біля основи мозку.
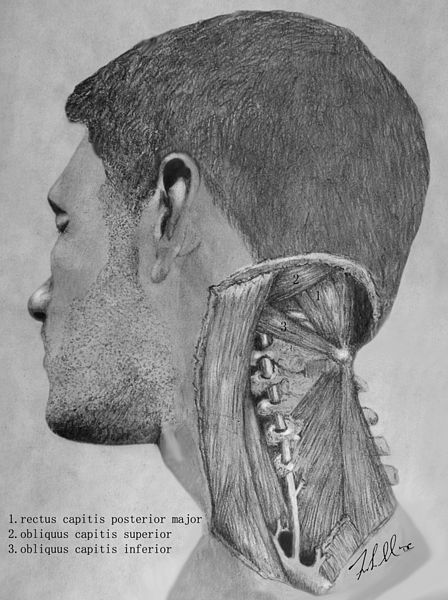
Взаємозв'язок хребетної артерії з підпотиличними м'язами.